# 米科瓦伊·布尔达
米科瓦伊·布尔达（波蘭語：Mikołaj Burda，1982年7月8日—），波兰男子赛艇运动员。他曾代表波兰参加世界赛艇锦标赛，获得一枚金牌和一枚铜牌。他也曾参加2004年、2008年、2012年、2016年和2020年夏季奥运会。